# Barrio México (San José)
Barrio México es uno de los barrios del distrito Merced de la ciudad de San José. Actualmente confluyen en su territorio tanto los usos comerciales como habitacionales. En 2008 el aproximado de habitantes era de siete mil personas. Tiene linderos con otros barrios del distrito Merced como Claret, Iglesias Flores, Pitahaya y Paso de la Vaca. 

## Historia
En 1910 debido a la destrucción sufrida por el Terremoto de Cartago hubo migración hacia la ciudad de San José. Las familias de perfil obrero que buscaban un lugar cercano al centro y a la vez accesible económicamente empezaron a poblar el lugar llamado en ese entonces Rincón de Cubillo. El 23 de noviembre de 1923 la comunidad recibe a solicitud de la Junta Progresista de vecinos el nombre de Barrio México en homenaje a la ascendencia mexicana del Gobernador de la provincia José Luján Mata.

## Instituciones y economía
Barrio México cuenta con gran variedad de servicios públicos y privados debido a que se encuentra cerca del centro de San José. Hay varias escuelas como la República Argentina, la Juan Rafael Mora Porras y el Liceo de San José. El Barrio cuenta con una estación de bomberos al costado sur del Parque que es punto de referencia. Entidades como la Defensoría de los Habitantes, el Instituto de Fomento Cooperativo (Infocoop) y la Cooperativa Coopeservidores RL, tienen su sede en este barrio. 
En los últimos años se ha dado el auge de hotelería para backpackers debido a estar situado tan cerca del centro y de las estaciones de autobuses que llevan a sitios turísticos.
La Federación Internacional de Historia y Estadística de Fútbol (IFFHS), con sede en Alemania y avalada por FIFA, escogió a la Asociación Deportiva Barrio México sétimo mejor equipo de Costa Rica del siglo XX. Ese equipo fue subcampeón nacional en 1976 y actualmente milita en la Liga de Ascenso del fútbol costarricense

## Cultura
Barrio México es el lugar de San José donde más se encuentran muestras de arquitectura art déco y streamline moderne como la antigua Bótica Solera y el Cine Líbano. Si bien muchos de los inmuebles construidos con este diseño se encuentran en malas condiciones, han sido objeto de atención y estudio por arquitectos e instituciones del país. También se encuentran aun casas de madera que datan de las primeras décadas del siglo XX.

## Personajes
Varios personajes que han vivido en este barrio han destacado en diversos ámbitos. Destacan entre otros:
- Luisa González Gutiérrez (1904-1999). Vivió durante décadas en Barrio México. Su obra A Ras del suelo ganó el Premio Nacional de Novela en 1971 y el Premio Nacional de Teatro en 1975. Esa obra relata sus vivencias al llegar a vivir a Barrio México. En ella se lee "“Me orienté entonces hacia el norte de la ciudad, por el Paso de la Vaca hasta llegar al Barrio México, donde encontré, por fin, una casita limpia y modesta (…), entre las calles 14-16 y la avenida 11”.[7]
- Julián Marchena Valle-Riestra (1897-1985). Uno de los principales poetas costarricenses. Autor del libro Alas en fuga. Premio Magón 1963.
- Rubén Hernández Poveda (1899-1973). Periodista. Escribió el libro "Desde la barra" donde describió el proceso de la Asamblea Constituyente de 1949. Fue uno de los principales impulsores de la creación del Liceo de San José. La biblioteca de este colegio y la barra de prensa de la Asamblea Legislativa de Costa Rica llevan su nombre. Fue uno de los fundadores y presidente del Colegio de Periodistas. Presidió también la Junta Directiva de la Asociación Deportiva Barrio México.[8] Su hijo Walter Hernández Valle también periodista escribió el libro "Años de primavera" donde relata sus años como estudiante en el Liceo de San José en Barrio México. Premio Nacional de Periodismo Joaquín Vargas Gené en 1999.[9] Rubén Hernández Valle destacado jurisconsulto. Magistrado constitucional.
- Adela Ferreto Segura. Educadora y escritora. Recibió en 1983 el Premio Nacional Aquileo J. Echeverría en el género de Novela. En 1984 el Premio de Literatura Infantil Carmen Lyra; y su esposo Carlos Luis Sáenz (1899-1983). Escritor, poeta, político y educador. En 1966 se le concedió el Premio Magón, y en 1974, el Premio Aquileo Echeverría en la rama de cuento.[10]
- Juan Manuel Sánchez Barrantes. Artista plástico e ilustrador. Obtuvo el Premio Aquileo Echeverría en la rama de escultura y el Premio Nacional de Cultura Magón. Vivió y tuvo su taller artístico en Barrio México. Falleció en 1990.[11]
- Ricardo Mora Torres. Bolerista y Luthier. Reconocido por canciones populares como Noche inolvidable. Uno de sus principales escenarios fue el Salón Tassara en Barrio México donde también se presentaban Solón Sirias, Rafa Pérez entre otros. Falleció en 1994. En su memoria la Asociación de Compositores y Autores Musicales estableció el Premio Ricardo Mora.[12]
- Carmen Granados Soto (1915-1999). Folclorista y humorista. De gran popularidad en radio y televisión costarricense con personajes como "Rafela" y "Doña Vina". Este personaje creado por Granados terminó por popularizarse de tal forma que el verbo "Binear" fue incluido en el Diccionario de la Real Academia Española.[6][13][14]
- Nicolás Marín Conejo. Militante del Ejército de Liberación Nacional. Fue ejecutado a inicio de marzo de 1948 durante el conflicto de la Guerra Civil. En homenaje a su memoria se dio su nombre a la Plaza de Barrio México y al equipo de fútbol de la comunidad.[15][16]
- Eddy Bermúdez Coward. Baloncestista, integrante de la Galería del Deporte costarricense.[17]
- Carlos Millet Bonilla. Subcampeón nacional de voleibol en primera división con el Deportivo México en 1962. Por su trayectoria como dirigente de voleibol ha sido propuesto para integrar la Galería del Deporte costarricense.[18]
- Manuel Salazar Navarrete. Exdiputado de la Asamblea Legislativa de 1974 a 1978.[19] Es recordado como uno de los impulsores del desarrollo agrario en Costa Rica. Su padre Manuel Salazar Rivera fue uno de los primeros promotores de la práctica del fútbol en Barrio México en los años 20´s.[20][21]
- Ana Poltronieri Maffio. Educadora y actriz de gran trayectoria en el teatro costarricense. Premio Nacional de Teatro a la mejor actriz en 1968, 1970, 1971 y 1988. Premio Áncora otorgado por el diario La Nación[22]
- Carlos Arredondo Piedra. Conocido como "Gringo" ha sido torero improvisado en los Festejos Populares de San José. En 2013 estuvo presente en el atentado de la Maratón de Boston. Por su valor en el auxilio de víctimas de la tragedia fue reconocido como Personaje del año 2013 por el periódico La Nación. Recibió un homenaje por parte del presidente de Estadios Unidos de América Barack Obama.[23]
- Rómulo Betancourt. Expresidente de Venezuela. Vivió en su estancia en Costa Rica en 1952 en Barrio México.[24] Su dirección fue 125 norte de la Iglesia Santísima Trinidad.[25]
- Muchos jóvenes futbolistas vecinos del barrio iniciaron su carrera deportiva en la Plaza Nicolás Marín donde hoy está ubicado el Parque de la localidad y que fueron la base en los años 30´s del Club Sport México y desde los 50´s de la Asociación Deportiva Barrio México y otros equipos de la primera división costarricense. Destacan: 
  - Carlos "Chale" Silva Loaiza, defensa central, campeón invicto de primera división con Orión FC en 1944 y el C.S. La Libertad en 1945. Luego brillaría en la época del Dorado en Colombia. Inició como futbolista en equipos de Barrio México a inicio de los 30´s.[26][27]
  - Edgar "Palito" Silva Loaiza, futbolista, baloncestista. Integrante de la Galería del Deporte Costarricense.[28]
  - Rodolfo "Butch" Muñoz quien fue campeón de primera división en México con el Real Club España como jugador en las temporadas 1936, 1940 y 1942. Asimismo fue campeón de primera división como entrenador en 1945. Inició su trayectoria en equipos del Barrio a inicio de los 30´s como el San Luis FC y el Hispano Atlético.[29][30]
  - José Manuel "Chinimba" Rojas escogido en la lista de los 100 Grandes de la Historia del Fútbol Tico, elaborada por Gerardo Coto y Rodrigo Calvo, miembros de la Comisión de Historia de la Unión de Clubes de Primera División (Unafut) en 2009.[31] Dedicó los mejores años de su carrera al equipo de su barrio. De "Chinimba" Rojas se ha dicho que contaba con la inteligencia de un arquitecto.[32]
  - Mario "Flaco" Pérez, uno de los mejores porteros del siglo XX en Costa Rica e integrante de la Galería del Deporte costarricense.[33] Francisco "Ica" Hernández exjugador en la época del Deportivo Nicolás Marín y que dirigió al equipo de la Asociación Deportiva Barrio México en 183 encuentros en primera división.[34]
  - Roy Sáenz exjugador y expresidente de la Asociación Deportiva Barrio México. Dos veces campeón goleador de la primera división.[35] Es al igual que "Chinimba" Rojas uno de los seleccionados en 2009 como uno de los mejores 100 futbolistas de la historia de Costa Rica.[36]